# Zmętnienie

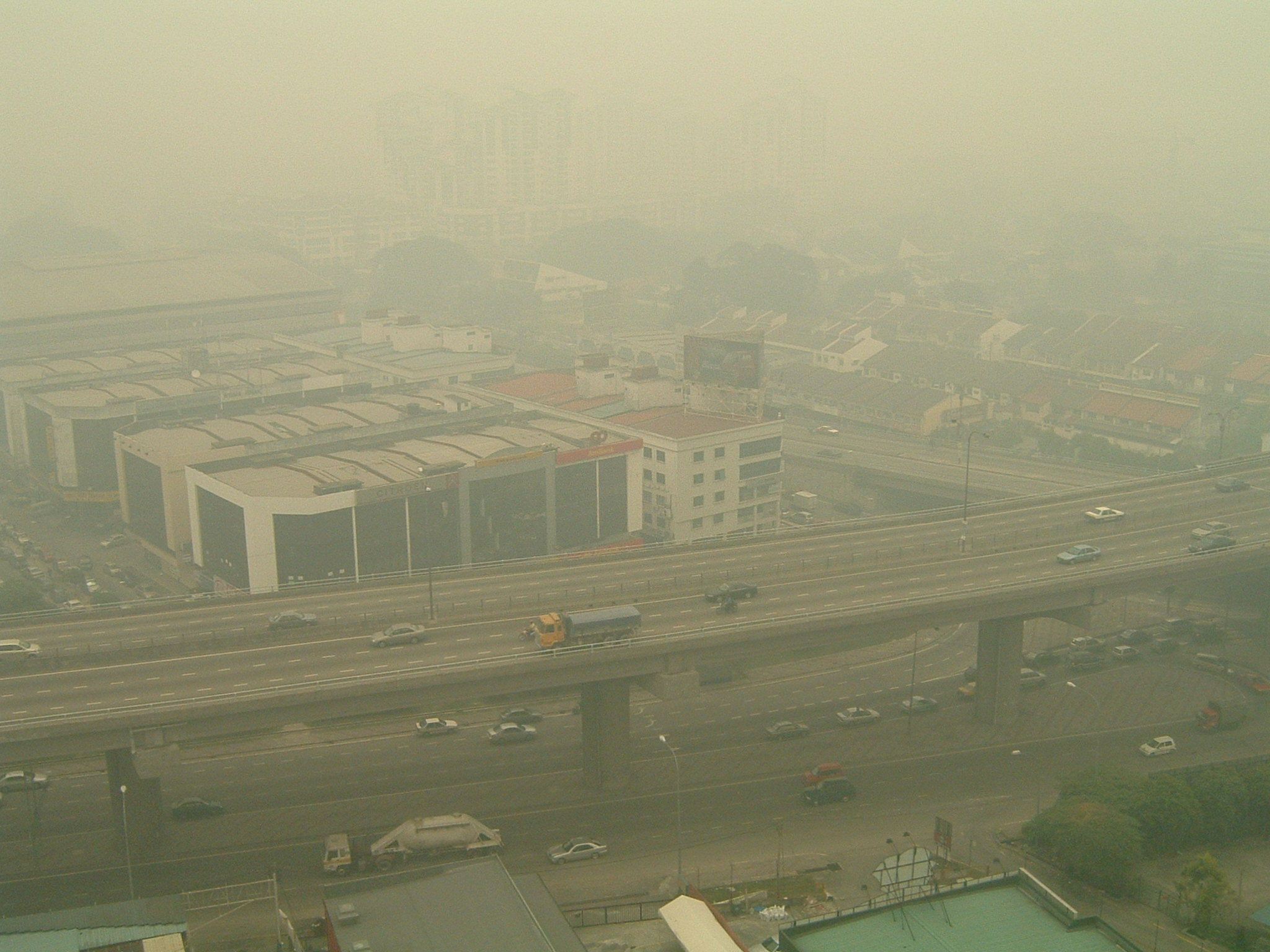
Zmętnienie w Ampang, Kuala Lumpur, Malezja

Zmętnienie w meteorologii – ograniczenie widzialności spowodowane pyłami i aerozolem atmosferycznym.
Zmętnienie należy odróżnić od mgły, która także powoduje ograniczenie widzialności poziomej, ale składa się wyłącznie z cząstek wody lub lodu. Zmętnienie jest też pojęciem różnym od smogu – mieszaniny mgły z gazami. W potocznym języku polskim zadymka, mgła, zamglenie, smog, zmętnienie są często używane wymiennie.